# ペンダー
ペンダー（Pender）とは、ブルーベリーの品種の一つ。北部ハイブッシュ系に分類される。1997年、ノースカロライナ州で発表。

## 概要
ブルーベリーの多くは乾燥に弱いが、ペンダーは乾燥に強い。萼は反り返り、果実の成熟に伴い光沢感のある紫を帯びる。花冠は蕾の時点ではややピンク色だが、開花の頃には純白に染まる。枝は休眠期でも赤く染まることはない。葉は展開して間も無い頃は極めて細長いが、経過につれて横幅が広がってゆく。
落果が多く、木を揺らして完熟した果実を落として収穫する。